# Saint-Sulpice-la-Forêt
Saint-Sulpice-la-Forêt is een gemeente in het Franse departement Ille-et-Vilaine (regio Bretagne). De plaats maakt deel uit van het arrondissement Rennes. Saint-Sulpice-la-Forêt telde op 1 januari 2022 1.557 inwoners.

## Geografie
De oppervlakte van Saint-Sulpice-la-Forêt bedroeg op 1 januari 2022 6,72 vierkante kilometer; de bevolkingsdichtheid was toen 231,7 inwoners per km².

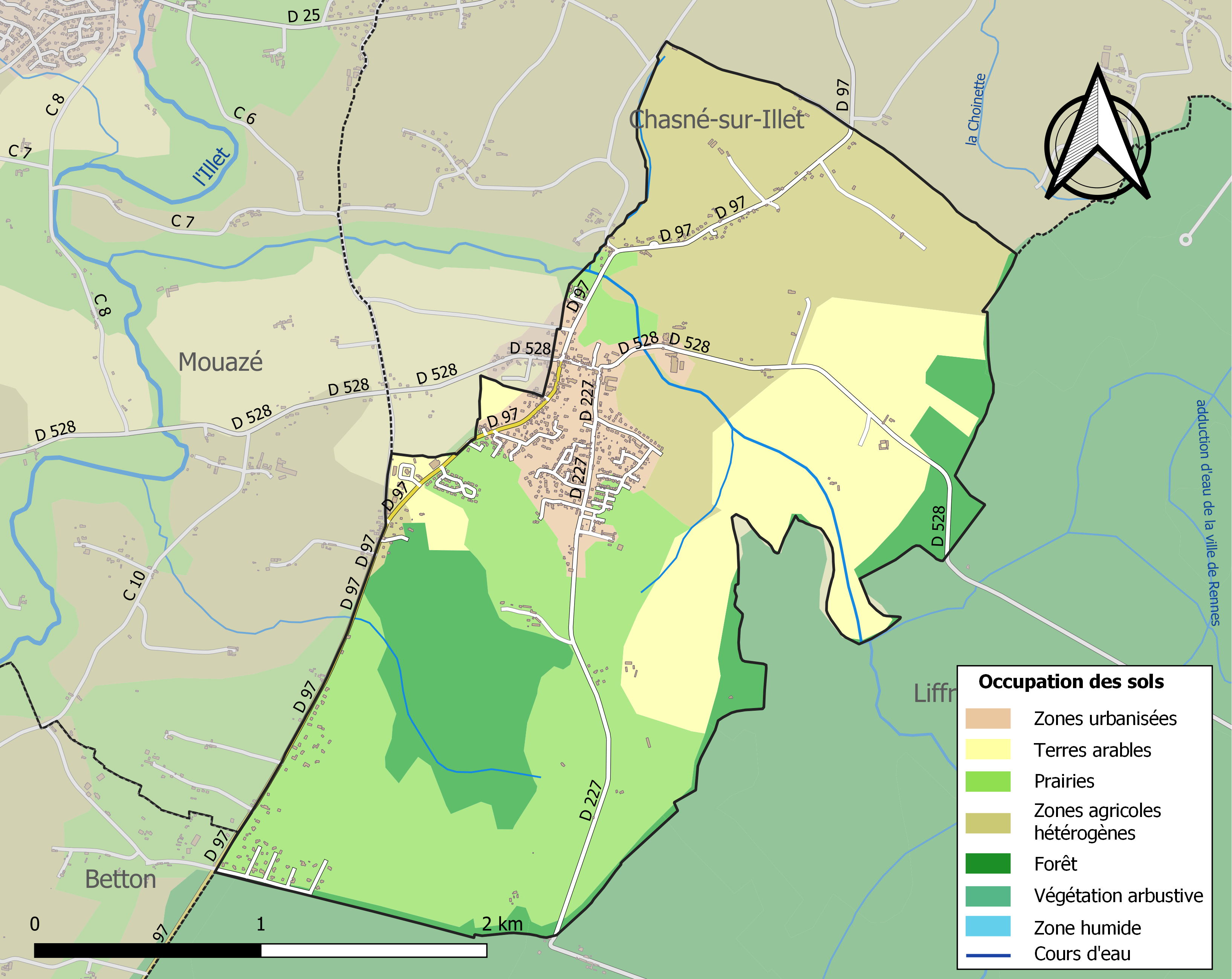
Kaart van de gemeente met belangrijkste infrastructuur, bodemgebruik en omliggende gemeenten

## Demografie
Onderstaande figuur toont het verloop van het inwonertal, bron: INSEE-tellingen. 